# منتخب ألمانيا لكرة اليد للناشئين
منتخب ألمانيا لكرة اليد للناشئين هو ممثل ألمانيا الرسمي في المنافسات الدولية في كرة اليد للناشئين
.